# Cephalozia sphagni
Cephalozia sphagni là một loài rêu tản trong họ Cephaloziaceae. Loài này được (Dicks.) Spruce miêu tả khoa học lần đầu tiên năm 1882.